# Метін Акташ
Метін Акташ (тур. Metin Aktaş, нар. 1 серпня 1977, Акчаабат) — турецький футболіст, що грав на позиції воротаря. По завершенні ігрової кар'єри — тренер.
Виступав, зокрема, за клуб «Трабзонспор», а також другу збірну Туреччини.
Володар Кубка Туреччини.

## Клубна кар'єра
Народився 1 серпня 1977 року в місті Ааабат. Вихованець юнацьких команд футбольних клубів «Себатспор» та «Трабзонспор».
У дорослому футболі дебютував 1996 року виступами за команду «Трабзонспор», у якій провів сім сезонів, взявши участь у 95 матчах чемпіонату. За цей час виборов титул володаря Кубка Туреччини.
Згодом з 2003 по 2011 рік грав у складі команд «Себатспор», «Кайсеріспор», «Діярбакирспор», «Чайкур Різеспор», «Гіресунспор», «Себатспор», «Діярбакирспор» та «Шанлиурфаспор».
Завершив ігрову кар'єру у команді «Адана Демірспор», за яку виступав протягом 2011—2012 років.

## Виступи за збірні
У 1994 році дебютував у складі юнацької збірної Туреччини (U-17), загалом на юнацькому рівні взяв участь у 10 іграх.
Протягом 1997–2000 років залучався до складу молодіжної збірної Туреччини. На молодіжному рівні зіграв у 20 офіційних матчах.
У 2000 році дебютував в офіційних матчах у складі національної збірної Туреччини.
Загалом протягом кар'єри в національній команді, яка тривала 3 роки, провів у її формі 3 матчі.
У 2004 році грав за другу команду збірної Туреччини. У складі цієї команди провів 3 матчі.

## Кар'єра тренера
Розпочав тренерську кар'єру, повернувшись до футболу після невеликої перерви, 2016 року, увійшовши до тренерського штабу клубу «1461 Трабзон».
У подальшому входив до тренерських штабів клубів «Адана Демірспор» та «Трабзонспор».
Наразі останнім місцем тренерської роботи був клуб «Трабзонспор», у якому Метін Акташ був одним з тренерів головної команди з 2018 по 2020 рік.

## Титули і досягнення
- Володар Кубка Туреччини (1):

«Трабзонспор»: 2002-2003